# Динамо (футбольний клуб, Єреван)
ФК «Дина́мо» Єреван (вірм. Ֆուտբոլային Ակումբ Դինամո Երևան) — колишній вірменський футбольний клуб із міста Єреван, заснований 1936 року. Виступав у Першій лізі Вірменії. Домашні матчі приймав на стадіоні «Касахі Марзік» в місті Аштарак, місткістю 3 600 глядачів.

## Історія
«Динамо» (Єреван) було засновано 1936 року на базі спортивного товариства «Динамо», що дає йому право називатися одним із перших вірменських футбольних клубів. У наступному році клуб дебютував у чемпіонаті та кубку СРСР. В розіграші кубка в першому ж колі єреванці програли бакинському «Нафтовику». В групі Д чемпіонату СРСР клуб посів третє місце. В 1938 році клуб було об'єднано з єреванським «Спартаком» (нині — «Арарат»). Новоутворений клуб отримав назву «Динамо», проте пізніше був перейменований на «Спартак», а ще пізніше отримав нинішню назву. «Динамо» на довгі роки зникло з футбольної мапи ВРСР. У 1992 році клуб було відновлено. Клуб почав брати участь у розіграшах Першої ліги Вірменії (другого за значущістю дивізіону країни). У 1994 році гравець «Динамо» Тигран Єсаян став кращим бомбардиром Першої ліги, забивши 30 голів за сезон. розформований у 2008 році.
У 1998 році клуб змінив назву на «Динамо-Енерго», проте вже у наступному році повернувся до історичної назви. В тому ж 1999 році команда завоювала чемпіонство у Першій лізі. У 2000 році єреванський клуб взяв участь у Вищій лізі чемпіонату Вірменії, проте посів у розіграші останнє 8 місце, програвши 23 матчі з 28 і знову понизився у класі. Окрім того, клуб отримав дві технічні поразки й був знятий з чемпіонату у зв'язку з тим, що разом з «Мікою» та «Звартноцом» бойкотував два останні тури чемпіонату через конфлікт з Вірменською федерацією футболу. В сезоні 2002 році клуб не брав участі у змаганнях, а з сезону 2003 знову почав виступати у Першій лізі.
В сезоні 2006 року клуб посів 5 місце й брав участь у плей-оф за вихід в Прем'єр-лігу, проте програв Уліссесу. В сезоні 2007 року клуб посів четверте місце, але вийшов до Вищої ліги Вірменії, адже перші три місця посіли фарм-клуби, які, за регламентом, не мали права на підвищення у класі. Артур Барсегян став кращим бомбардиром Першої ліги з результатом в 15 голів.
Невдовзі після виходу до Вищої ліги клуб припинив своє існування, тому в сезоні 2008 року замість «Динамо» грала «Кілікія», яка мала вилетіти до Першої ліги.

## Тренери
- Ашот Киракосян (19?? — 2000)
- Рафаель Галстян (2000 — 200?)
- Севада Арзуманян (2006 — 2007)

## Досягнення
- Чемпіонат Вірменської РСР (6): 1936, 1937, 1946, 1947, 1948, 1949
- Перша ліга Вірменії: 1999